# Emanuele Petri
Emanuele Petri (Castiglione del Lago, 1º febbraio 1955 – Castiglion Fiorentino, 2 marzo 2003) è stato un poliziotto italiano.
Sovrintendente in servizio nella Polizia ferroviaria, fu ucciso in servizio sul treno durante una normale operazione di controllo documenti e identificazione di due viaggiatori poi rivelatisi essere i terroristi Mario Galesi e Nadia Desdemona Lioce, capi delle Nuove Brigate Rosse e responsabili degli omicidi dei giuslavoristi Massimo D'Antona e Marco Biagi (avvenuti rispettivamente nel 1999 e nel 2002), e per questo insignito di medaglia d'oro al valor civile alla memoria.

## Biografia
Petri entra in Polizia nell'ottobre del 1973 come allievo guardia frequentando la scuola della Polizia di Stato di Trieste. Trasferito dapprima a Roma, poi a Firenze e Arezzo, la sua residenza resta a Tuoro sul Trasimeno, luogo dove si sposa e crea la propria tranquilla vita familiare con la moglie Alma. Nel 1992 viene assegnato alla Polfer della stazione di Terontola.
Il 2 marzo 2003 il sovrintendente Petri, con i colleghi Bruno Fortunato e Giovanni Di Fronzo, svolge servizio di scorta viaggiatori su un treno regionale sulla tratta ferroviaria Roma-Firenze. Poco dopo la fermata alla stazione di Camucia-Cortona, Petri e gli altri colleghi, durante controlli di routine, decidono di verificare le generalità di un uomo e una donna che viaggiavano a bordo del vagone. Questi, dopo aver esibito documenti falsi ai poliziotti che si accorgevano delle incongruenze, reagiscono nei loro confronti.
L'uomo estraeva una pistola puntandola al collo del sovrintendente Petri e intimando agli altri poliziotti di gettare le armi. Uno dei due poliziotti obbedisce gettando la propria pistola sotto i sedili del convoglio, ma l'uomo reagisce ugualmente sparando alla gola di Petri, uccidendolo sul colpo, e sparando anche contro l'ultimo poliziotto armato che, nonostante le gravi ferite, riesce a rispondere al fuoco dell'assalitore ferendolo mortalmente. La donna preme il grilletto della propria pistola contro l'ultimo poliziotto, ma l'arma non funziona, perché ancora con la sicura innestata. Ne segue una colluttazione al termine della quale la terrorista è bloccata. Secondo le dichiarazioni dell'agente Fortunato:
()
Il treno si ferma quindi alla stazione di Castiglion Fiorentino dove giungono i primi soccorsi per le persone ferite, tra i quali l'assalitore Galesi (morto alcune ore dopo in ospedale) e l'agente Fortunato, salvato con una lunga operazione chirurgica. Scosso dalla tragedia, non si riprese mai completamente e si suicidò il 9 aprile 2010 a Nettuno sparandosi un colpo di pistola alla testa.
Le prime indagini accertarono che i due sospetti controllati dai poliziotti erano terroristi facenti parte delle Nuove Brigate Rosse e, dalle ricostruzioni e dal materiale rinvenuto sul treno e nella borsa della donna (documenti, floppy disk e due palmari), gli investigatori riuscirono a catturare, nel periodo successivo, tutti gli appartenenti dell'organizzazione terroristica responsabile anche degli omicidi di Massimo D'Antona e Marco Biagi, avvenuti nel 1999 e nel 2002.
Petri il giorno della sua morte non doveva prestare servizio, ma aveva chiesto un cambio turno per assistere un ex collega dei Carabinieri malato gravemente. Lascia la moglie e un figlio di 23 anni, anch'egli poliziotto.
Alla sua memoria è stata conferita la medaglia d'oro al valor civile, consegnata alla moglie dal Presidente della Repubblica Carlo Azeglio Ciampi e un monumento bronzeo a suo ricordo, rappresentante un cuore spezzato, è stato collocato nel piazzale della stazione ferroviaria di Castiglion Fiorentino, a lui ora dedicata. A lui è intitolata la caserma che ospita gli alloggi ed alcuni uffici della Polizia Ferroviaria di Firenze Santa Maria Novella. Il 16 ottobre 2020, la piazza antistante il polo scolastico di Orvieto è stata intitolata in sua memoria.